# Noyers-Saint-Martin
 Noyers-Saint-Martin  es una población y comuna francesa, en la región de Picardía, departamento de Oise, en el distrito de Clermont y cantón de Froissy.

## Demografía
| 566 | 593 | 604 | 589 | 657 | 709 |
| Para los censos de 1962 a 1999 la población legal corresponde a la población sin duplicidades (Fuente: INSEE [Consultar]) |     |     |     |     |     |